# Tillandsia praschekii
Tillandsia praschekii är en gräsväxtart som beskrevs av Renate Ehlers och Willinger. Tillandsia praschekii ingår i släktet Tillandsia och familjen Bromeliaceae. Inga underarter finns listade i Catalogue of Life.